# Protesilaus molops
Espèce
Protesilaus molops est une espèce d'insectes lépidoptères (papillons) de la famille des Papilionidae, de la sous-famille des Papilioninae et du genre Protesilaus.

## Taxonomie
Protesilaus molops a été décrit par Lionel Walter Rothschild et Karl Jordan en 1906 sous le nom de Papilio molops.

### Sous-espèces
- Protesilaus molops molops ; présent en Colombie et en Équateur.
- Protesilaus molops hetaerius (Rothschild & Jordan, 1906) ; présent en Guyane, au Guyana, au Surinam, en Colombie, en Équateur, en Bolivie, au Brésil et au Pérou.
- Protesilaus molops megalurus (Rothschild & Jordan, 1906) ; présent au Brésil[1].

### Noms vernaculaires
Il se nomme Molops Kite Swallowtail en anglais.

## Description
Protesilaus molops est un papillon blanc rayé de beige caractérisé par, sur chaque aile postérieure sa très grande queue et une lunule rouge en position anale.

## Écologie et distribution
Il est présent dans le Nord de l'Amérique du Sud, en Guyane, au Guyana, au Surinam, en Colombie, en Équateur, en Bolivie, au Brésil et au Pérou.

### Protection
Pas de statut de protection particulier.